# Howard Zieff
Howard Zieff (* 21. Oktober 1927 in Chicago, Illinois; † 22. Februar 2009 in Los Angeles, Kalifornien) war ein amerikanischer Fotograf und Filmregisseur. Sein wohl bekanntester Film Schütze Benjamin war 1981 für drei Oscars nominiert.

## Leben
Zieff wuchs im Stadtteil Boyle Heights im Osten von Los Angeles auf. Nachdem er ein Jahr Kunst auf dem Los Angeles City College studiert hatte, ging er 1946 in die Navy und studierte Fotografie auf der Naval Photography School in Pensacola, Florida. Nach dem Verlassen der Navy besuchte Zieff das Art Center College of Design in Pasadena, Kalifornien, und arbeitete kurzzeitig als Kameramann bei einem lokalen Fernsehsender. In den 1950er-Jahren begann er in New York City als Fotograf in der Werbebranche zu arbeiten. Er drehte viele Werbespots für das amerikanische Fernsehen und kehrte Anfang der 1970er-Jahre nach Los Angeles zurück, um bei seinem ersten abendfüllenden Spielfilm Schleuderpartie Regie zu führen. In den folgenden 20 Jahren folgten acht weitere Filmproduktionen. Anfang der 1990er-Jahre erkrankte Zieff an Parkinson und ging nach der Fertigstellung von My Girl 2 1994 in den Ruhestand. Im Februar 2009 starb er an den Folgen seiner Krankheit.

## Filmografie
- 1973: Schleuderpartie (Slither)
- 1975: Im Herz des Wilden Westens (Hearts of the West)
- 1978: Hausbesuche (House Calls)
- 1979: Was, du willst nicht? (The Main Event)
- 1980: Schütze Benjamin (Private Benjamin)
- 1984: Bitte nicht heute nacht! (Unfaithfully Yours)
- 1989: Das Traum-Team (The Dream Team)
- 1991: My Girl – Meine erste Liebe
- 1994: My Girl 2 – Meine große Liebe